# Strahlbann
Strahlbann är en bergstopp i Schweiz.   Den ligger i distriktet Vallemaggia och kantonen Ticino, i den södra delen av landet, 100 km sydost om huvudstaden Bern. Toppen på Strahlbann är 2 781 meter över havet, eller 161 meter över den omgivande terrängen. Bredden vid basen är 0,85 km.
Terrängen runt Strahlbann är huvudsakligen mycket bergig. Runt Strahlbann är det mycket glesbefolkat, med 4 invånare per kvadratkilometer.. Närmaste större samhälle är Cevio, 9,7 km öster om Strahlbann. 
I omgivningarna runt Strahlbann växer i huvudsak blandskog.